# Font de l'Ull
La Font de l'Ull és una font a la part alta d'un barranc del massís càrstic del Mondúber, al terme de Xeraco (Safor), a uns tres-cents metres sobre sobre el nivell mitjà del mar. La font està aprofitada amb una galeria subterrània horitzontal d'uns quinze metes de llargada i un metre d'amplària. El cabal hidràulic està molt minvat per causa de la captació destinada a consum humà, canalitzada fins a un dipòsit situat a la Serra de la Barcella.